# جواز سفر بنغلاديشي
جواز سفر بنغلاديش هو الوثيقة الرسمية في بنغلاديش لانتقال مواطنيها إلى دول الخارج والعودة.